# Dom ambasady rosyjskiej (Tel Awiw)
Dom ambasady rosyjskiej (hebr. בית השגרירות הרוסית) – historyczny dom w osiedlu Lew ha-Ir w zachodniej części miasta Tel Awiw, w Izraelu.

## Historia
Budynek został zaprojektowany w 1924 przez architekta Jehude Mgydowica na zamówienie rodziny Levin. Przez lata budynek kilka razy zmienił właścicieli, a po utworzeniu niepodległego państwa Izraela, swoją siedzibę w nim znalazła ambasada Związku Radzieckiego.
W dniu 9 lutego 1953 wieczorem w budynku doszło do zamachu terrorystycznego. W wybuchu bomby o masie 15 kg budynek został poważnie uszkodzony, a trzech pracowników ambasady zostało rannych. Po tym zamachu Związek Radziecki zerwał stosunki dyplomatyczne z Izraelem. Stosunki zostały wznowione dopiero po śmierci Józefa Stalina w lipcu 1953. Rosyjska ambasada została jednak przeniesiona do nowej siedziby w mieście Ramat Gan.
Przez następne lata budynek stał opuszczony i popadał w ruinę. W 1991 grupa architektów Abrahama Yaski i Jossi Sivana, Moti Bodek i Amnon Bar Or (dzięki wsparciu funduszy firmy budowlanej "Arlov") przeprowadzili prace renowacyjne, przywracając budynkowi dawne piękno. Równolegle z remontem prowadzono budowę przyległego wieżowca Alrov Tower (wysokość 93 metrów). Inwestycja pokazuje współczesne podejście architektów Tel Awiwu, którzy realizują nowoczesne projekty budowlane zachowując jednocześnie historyczną architekturę otoczenia.
Od lat 90. XX wieku do 2006 w budynku mieścił się dom aukcyjny "Sotheby". W okresie tym budynek nazywał się "Dom Sotheby". W 2006 dom został sprzedany osobom prywatnym, które przeprowadziły gruntowny remont.
Budynek wchodzi w skład zespołu miejskiego Białego Miasta Tel Awiwu, który został w 2003 umieszczony na Liście światowego dziedzictwa UNESCO, jako największe na świecie skupisko budynków modernistycznych.

## Dane Techniczne
Budynek ma 2 kondygnacje. Został wybudowany w stylu architektonicznym określanym nazwą eklektyzmem.